# أندوني إيراولا
أندوني أيراولا ساغاما (بالإسبانية: Andoni Iraola)، من مواليد 22 يونيو 1982 في أوسوربيل في إسبانيا، لاعب كرة قدم إسباني.
بدأ مسيرته الكروية مع نادي أثلتك بلباو في عام 2003، وهو الان مدرب نادي بورنموث الانجليزي

## وصلات خارجية
- أندوني إيراولا على موقع الدوري الأمريكي (الإنجليزية)
- أندوني إيراولا على موقع قاعدة بيانات كرة القدم.إي يو (الإنجليزية)
- أندوني إيراولا على موقع ناشيونال فوتبول تيمز (الإنجليزية)
- أندوني إيراولا على موقع Soccerbase.com (لاعب) (الإنجليزية)
- أندوني إيراولا على موقع Soccerway.com (الإنجليزية)
- أندوني إيراولا على موقع عالم كرة القدم.نت (الإنجليزية)
- أندوني إيراولا على موقع AS.com (الإسبانية)